# John Vallone
John Vallone (* 23. Juni 1953 in Pennsylvania; † 15. März 2004 in Park City, Utah) war ein US-amerikanischer Szenenbildner und Artdirector.

## Leben
Vallone begann seine Karriere im Filmstab Ende der 1970er Jahre beim Fernsehen. Nach einigen Serien und Fernsehfilmen hatte er 1979 sein Filmdebüt mit Star Trek: Der Film. Dies war zugleich sein einziger Spielfilm als Artdirector. 1980 war er hierfür zusammen mit Harold Michelson, Leon Harris, Joseph R. Jennings und Linda DeScenna für den Oscar in der Kategorie bestes Szenenbild nominiert, die Auszeichnung ging in diesem Jahr jedoch an den Tanzfilm Hinter dem Rampenlicht.
In den 1980er Jahren wirkte er als Szenenbildner an einer Reihe großer Hollywoodproduktionen; ein halbes Dutzend davon unter Regisseur Walter Hill sowie drei Actionfilme mit Arnold Schwarzenegger in der Hauptrolle. Zwischen 1995 und 2000 war er nicht für Film und Fernsehen tätig, vor seinem frühen Tod 2004 wirkte er noch an einigen Fernsehproduktionen.

## Filmografie (Auswahl)
- 1979: Star Trek: Der Film (Star Trek: The Motion Picture)
- 1981: Die letzten Amerikaner (Southern Comfort)
- 1982: Nur 48 Stunden (48 Hrs.)
- 1983: Projekt Brainstorm (Brainstorm)
- 1984: Straßen in Flammen (Streets of Fire)
- 1985: Phantom-Kommando (Commando)
- 1987: Predator
- 1988: Red Heat
- 1990: Stirb Langsam 2 (Die Hard 2: Die Harder)
- 1993: Cliffhanger – Nur die Starken überleben (Cliffhanger)
- 1995: Bad Boys – Harte Jungs (Bad Boys)

## Auszeichnungen (Auswahl)
- 1980: Oscar-Nominierung in der Kategorie bestes Szenenbild für Star Trek: Der Film